# أبي سمراء
أبي سمراء منطقة تقع في عاصمة لبنان الشمالي طرابلس، قريبة من المدينة، اشتهرت بأشجار الزيتون التي بدأت أعدادها تتقلص منذ أن شهدت المنطقة تطور في حركة الإعمار بدءاً من الخمسينات وحتى يومنا الحالي، لنزوح العديد من سكان الكورة، عكار. وتعتبر المنطقة مركزا تربويا ضخما حيث تحوي خمس جامعات خاصة ذات طابع إسلامي هي الجنان - طرابلس الفيحاء - المنار - دار الزهراء، والعديد من المراكز الشرعية والمدارس الإسلامية أما عدد طلابها فيزيد عن 25 ألف طالب وطالبة. شوارعها مكتظة وفي بعض الأحيان ضيقة. المناخ فيها معتدل أعلى درجات الحرارة 30 درجة مئوية صيفا ولا تتدنى عن 8 درجات شتاءً. يسودها المذهب السني إلا أنها تحتضن العديد من الأديان والمذاهب الأخرى. وهي معروفة بالهدوء النسبي في كل الأحوال.